# Sant Bartomeu del Grau
Sant Bartomeu del Grau est une commune de la province de Barcelone, en Catalogne, en Espagne, de la comarque d'Osona